# Hanzekantoor

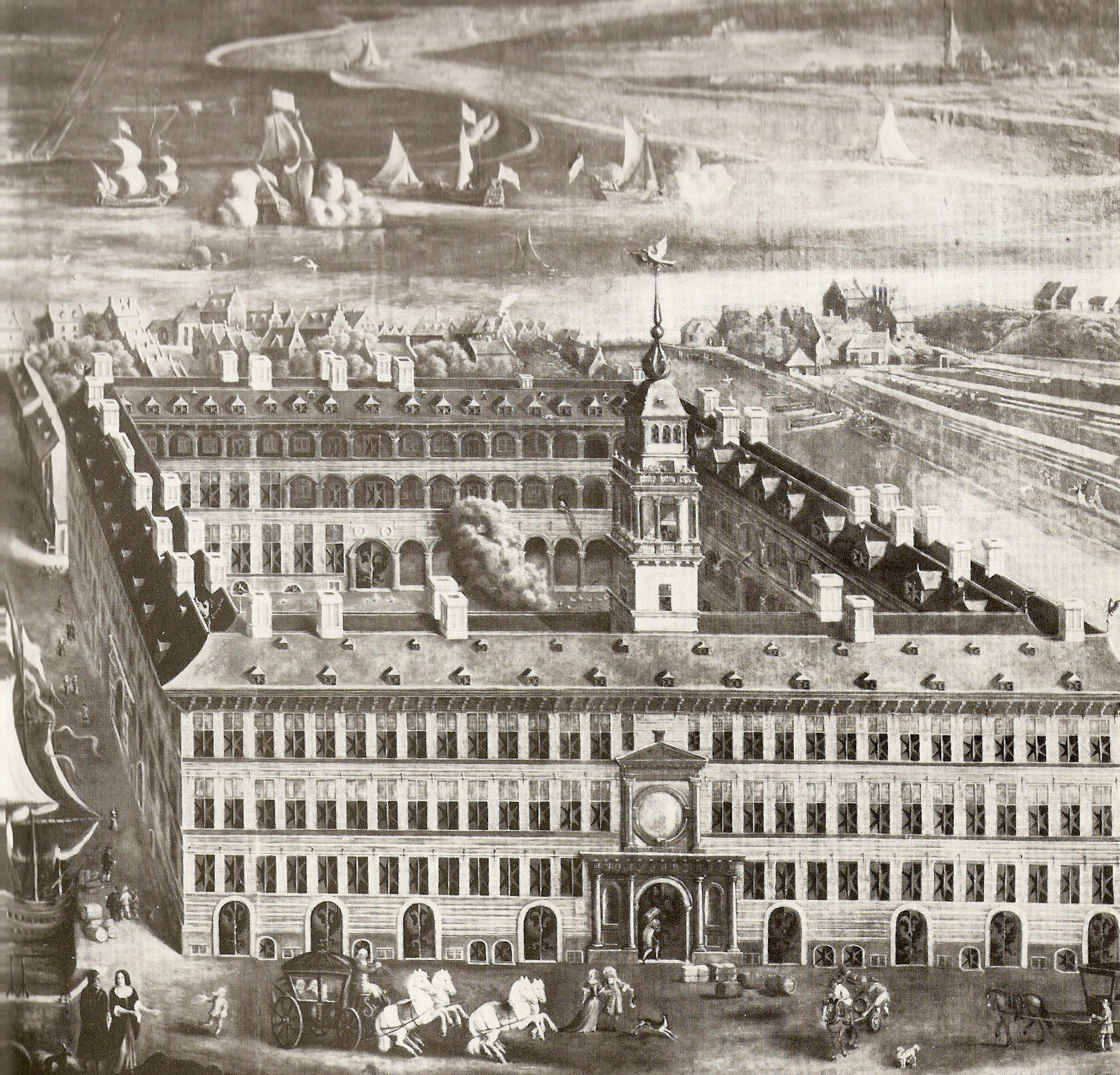
Het Oostershuis in Antwerpen.

Een hanzekantoor (Duits: Hansekontor of kortweg Kontor, van het Franse comptoir, "handelspost") was in de middeleeuwen een vestiging van Hanzekooplieden in het buitenland.
In het Duits werd het begrip Kontor voor het eerst in de 16e eeuw gebruikt. Daarvoor werd van Haus of Hof gesproken. Zo heette het hanzekantoor van Novgorod Peterhof. De naam kontor werd tot in de 19e en de 20e eeuw zeer vaak voor kantoren van kooplieden gebruikt. Het hedendaagse Duitse woord voor kantoor is Büro, maar met name in oude Hanzesteden zijn er nog traditionele bedrijven die het woord Kontor gebruiken.
Hanzekantoren bouwden een (kooplieden-)stad in de stad en hadden vanaf het begin een eigen rechtspraak. Zo kozen de kooplieden van een hanzekantoor zogenaamde Ältermänner (ook comes hansae, Oldermann of Aldermann), die het toezicht over de kooplieden van het kantoor hadden. Later werden de statuten en reglementen van de hanzekantoren vooral centraal in Lübeck geregeld.
Naast talloze andere handelsposten (de zo genoemde factorijen) had de Hanze vier hanzekantoren. Dit waren:
- het Hanzekantoor van Brugge (later verplaatst naar Antwerpen)
- Tyskebrygge in Bergen
- Peterhof in Novgorod
- Stalhof in Londen

Tyskebrygge is het enige bewaard gebleven hanzekantoor.
De Novgoroder Schra is de enige volledig bewaarde verzameling bepalingen over de interne reglementen van de vier hanzekantoren.